# Stadtteilfriedhof Kirchrode

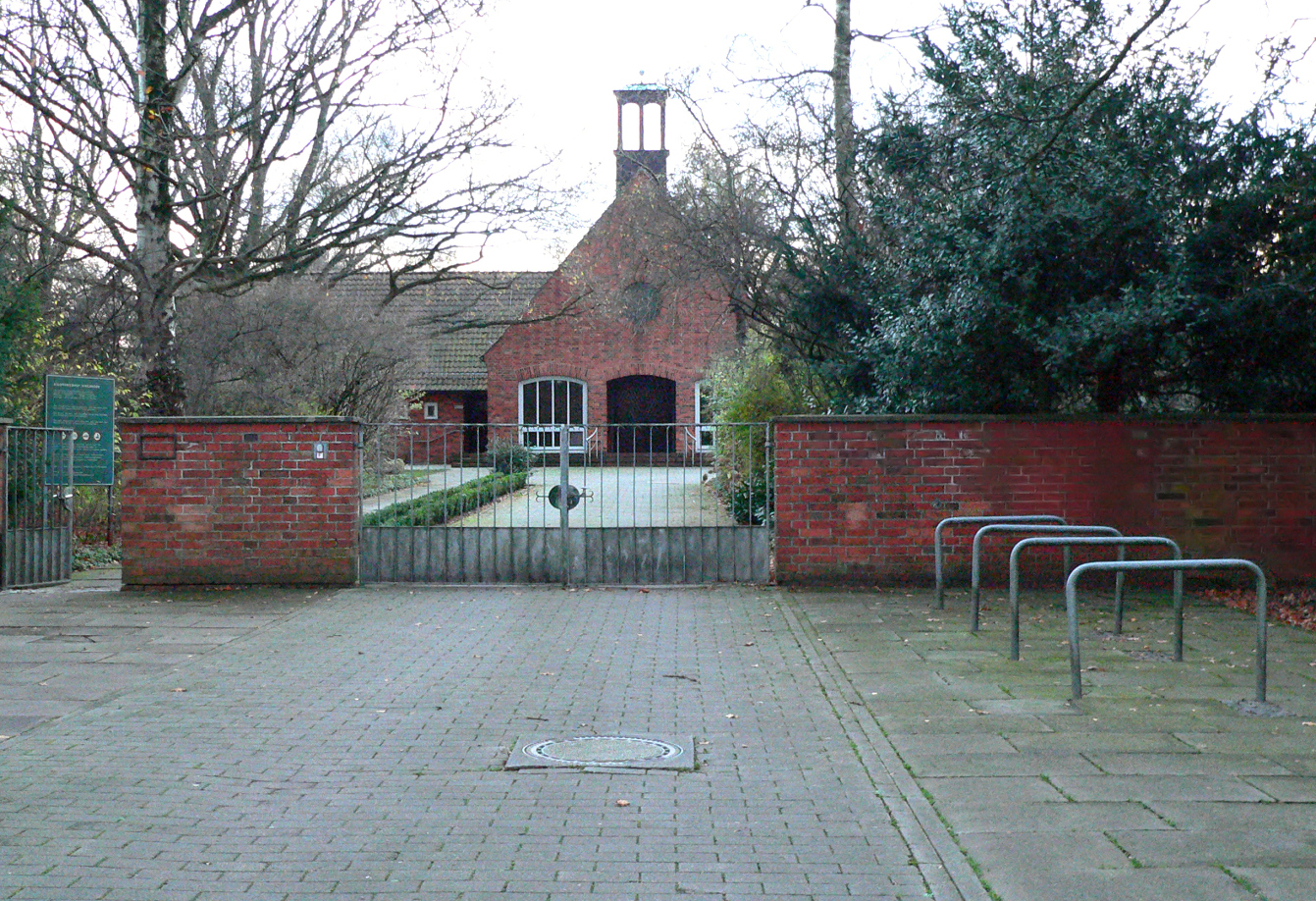
Friedhofseingang

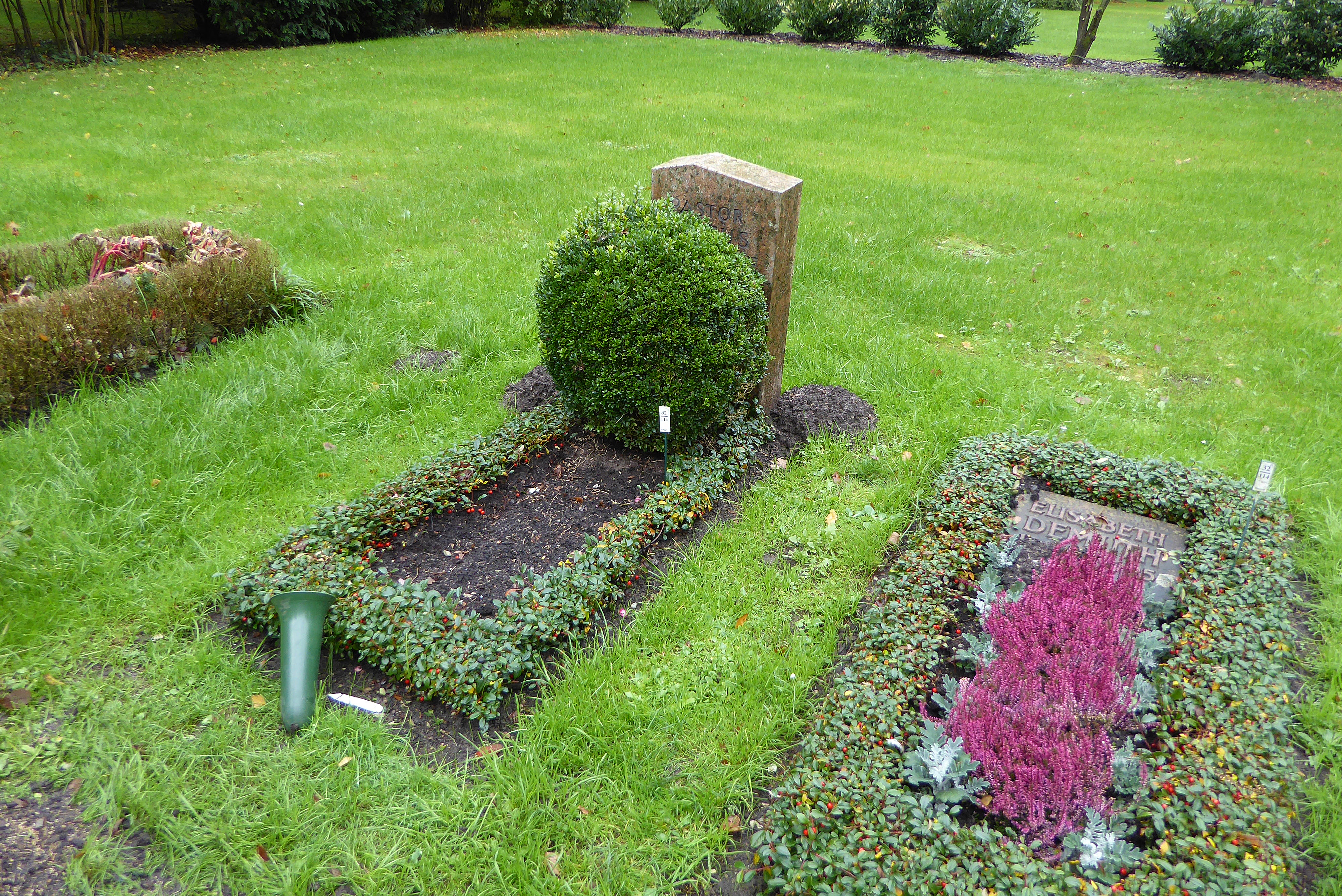
Grabstätte des Pastors Rufus Flügge (Bildmitte) auf dem Stadtteilfriedhof Kirchrode

Der Stadtteilfriedhof Kirchrode in Hannover ist ein im Jahr 1876 angelegter Friedhof im hannoverschen Stadtteil Kirchrode. Die Grünanlage unter der Adresse Döhrbruch 55 hat heute eine Ausdehnung von rund 5,6 Hektar. Hier finden sich unter anderem Gemeinschaftsgräber der Kongregation der Barmherzigen Schwestern vom hl. Vinzenz von Paul sowie des Taubblindenzentrums.
Der Stadtteilfriedhof Kirchrode wird von Mitarbeitern des größeren Stadtfriedhofs Seelhorst verwaltet.

## Gräber bekannter Persönlichkeiten
- Siegfried Heinke (1910–2005), niedersächsischer Finanzminister[3]